# Любовь и смерть (фильм, 1971)
«Любовь и смерть» (яп. 愛と死, ай то си; англ. Love and Death) — японский фильм-мелодрама режиссёра Нобору Накамуры, вышедший на экраны в 1971 году.

## Сюжет
...Всё началось в солнечный день, когда Омия увидел Нацуко на теннисном корте. Его с первого взгляда покорила чистая красота девушки.
Нацуко была представлена ему как невеста Нодзимы, его приятеля со школьных лет.
После нескольких встреч Омия заметил, что отношения между Нацуко и Нодзимой очень странные. Особенно это выявилось на дне рождения девушки, куда он был приглашён. Нацуко не хочет выходить замуж за Нодзиму. Больше того, она порвала с ним совсем и всей душой привязалась к Омии.
Юноша обескуражен и растерян. Он готов на любые жертвы, лишь бы вернуть невесту другу. Тем более, что она ему совсем не пара. Омия — выходец из простой, бедной семьи, а Нацуко привыкла к роскоши и богатству.
Но чем больше Омия стремился убежать от любви, тем настойчивее становилась Нацуко. Она же первая в письме открыла ему свои чувства.
Юноша больше не в силах был скрываться. Тем более, что Нодзима уже понял, что Нацуко для него потеряна навсегда. Он избил Омию, как бы стараясь тем самым изгнать из своей памяти воспоминания о неудачной любви.
Для Омии и Нацуко начались счастливые дни. Они почти не расставались. Он рассказывал девушке о своей работе, показывал ей океанариум. Когда они решили пожениться, Омию неожиданно послали на работу в другой город. Туда, куда он до сих пор так стремился попасть. А теперь...
Во время разлуки влюблённые ежедневно обменивались письмами и нетерпеливо считали дни.
Накануне отъезда Омия получил телеграмму: случилось непоправимое — при взрыве в лаборатории погибла Нацуко.
...Омия стоял на теннисном корте, где впервые встретил её. Здесь было пусто, шёл тихий дождь. Неслышно подошёл Нодзима и раскрыл зонт над головой друга. Они вспоминали её...

## В ролях
- Комаки Курихара — Нацуко
- Кацутоси Атараси — Омия
- Тадаси Ёкоути — Нодзима
- Тиэко Хигасияма — бабушка Омии
- Синсукэ Асида — отец Нацуко
- Тосиэ Кимура — Икуё Наката
- Акико Номура — мать Нодзимы
- Дзюндзабуро Бан — Дзицудзо Омия

## Премьеры
- — национальная премьера фильма состоялась 5 июня 1971 года в Токио[1]
- — фильм демонстрировался в советском кинопрокате с 21 мая 1973 года[комм. 1][2]

## Комментарии
1. ↑  В советском прокате фильм демонстрировался с 21 мая 1973 года, р/у Госкино СССР № 2339/72 — опубликовано: журнал для работников кинопроката «Новые фильмы» № 5/1973, стр. 24.